# Frontera entre Xile i Bolívia
La frontera entre Xile i Bolívia és la frontera internacional que separa els departaments de Bolívia de La Paz, Oruro i Potosí de les regions del Xile d'Arica i Parinacota, Tarapacá i Antofagasta, enmig de la serralada dels Andes. Comença a al trifini entre Xile, Bolívia i el Perú i acaba al trifini entre Xile, Bolívia i Argentina.

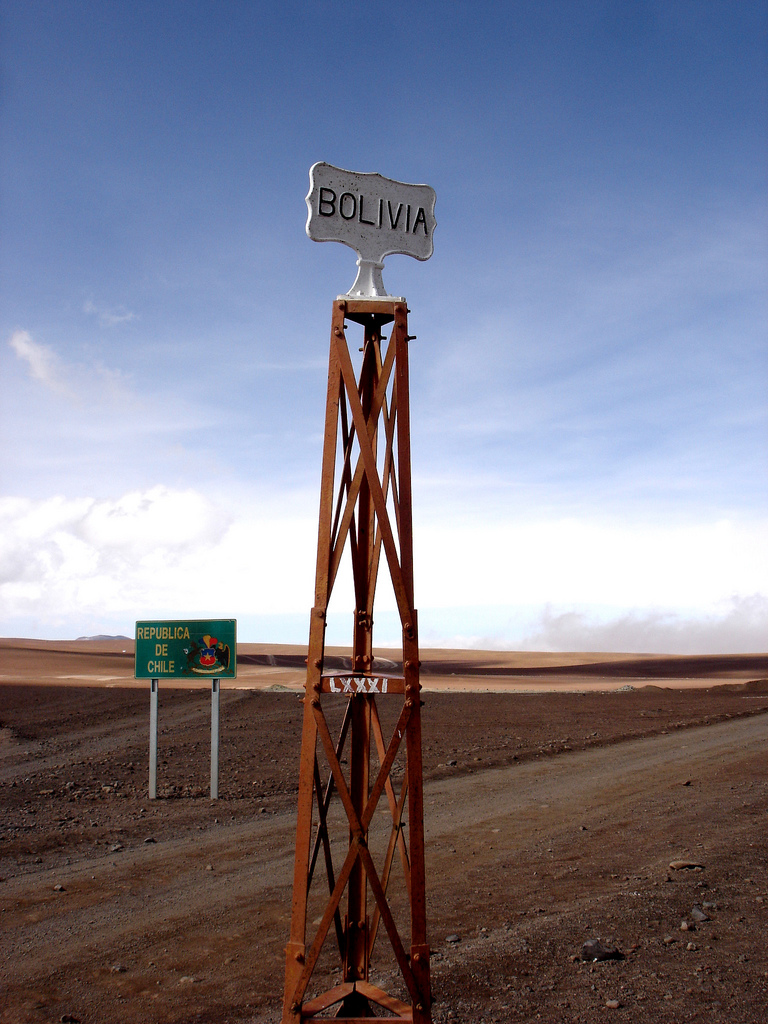
Frontera entre Xile i Bolívia

## Història
El traçat d'aquesta frontera fou fixat amb el tractat de pau signat entre Xile i Bolívia el 1904, després de la guerra del Pacífic que va veure com el 1883 Bolívia perdia la regió d'Antofagasta i amb ella el seu accés al mar. Aquest acord és qüestionat actualment per Bolívia, qui ha sotmès el cas al Tribunal Internacional de Justícia de la Haia. Aquesta demanda fou finalment desestimada pel Tribunal l'octubre de 2018 per 12 vots contra 3.